# Elterninitiative
Im Bereich der Kindertagesbetreuung steht der Begriff Elterninitiative (Elternini, Elterninitiativ-Kita aber auch Kinderladen) synonym für einen von Eltern getragenen Verein, der selbstorganisierte Kindertagesbetreuung anbietet. Bei den meisten Elterninitiativen in Deutschland handelt es sich um solche Trägervereine von Kindertagesstätten; bundesweit betreuen 7500 Elterninitiativen dieser Art mehr als 200.000 Kinder.
Daneben kann der Begriff Elterninitiative aber auch andere organisatorische Zusammenschlüsse von Eltern mit einem gemeinsamen Ziel bezeichnen. Beispiele hierfür sind durch Eltern gegründete Alternativschulen oder die zahlreichen Elterninitiativen von Eltern (chronisch) kranker oder von Behinderung bedrohter Kinder wie z. B. die „Elterninitiative/n krebskranker Kinder“.
Elterninitiativen sind zumeist gemeinnützige Vereine (e. V.). Die Vereinsform ermöglicht die Reduzierung der persönlichen Haftung der Vereinsmitglieder und ehrenamtlichen Vorstände. Bisweilen entwickeln sich Elterninitiativen zu gemeinnützigen GmbHs weiter, welche dann aber durch eingeschränkte Mitwirkung der Elternschaft und professionelle Geschäftsführung zumeist nicht mehr dem eigentlichen Wesen einer Elterninitiative entsprechen.

## Elterninitiativen in der Kindertagesbetreuung
Die heutigen Elterninitiativen in der Kindertagesbetreuung haben ihre Wurzeln in der antiautoritären Kinderladenbewegung der sechziger und siebziger Jahre. Sie boten und bieten pädagogisch eine selbstbestimmte Alternative zu städtischen und kirchlichen Einrichtungen. Auch aufgrund des Mangels an Kindergarten- und Krippenplätzen fanden sie weite Verbreitung. Die Kinderladen- beziehungsweise Elterninitiativ-Bewegung hatte aber durch ihre reformpädagogischen Ansätze auch erheblichen Einfluss auf die gesamte Frühpädagogik in Deutschland.
Organisatorisch werden die Elterninitiativen in der Kindertagesbetreuung von durch Mitgliedseltern in Mitgliederversammlungen gewählte ehrenamtliche Vorstände vertreten. Diese übernehmen die Vertretung des Vereins nach außen und alle administrativen Pflichten auch als Arbeitgeber. Neben Mitgliedsgebühren sind von den Mitgliedseltern in aller Regel auch sogenannte Elternarbeitsstunden zu erbringen. Dies dient neben dem Aspekt der Kostenersparnis auch dem solidarischen Miteinander.

## Vor- und Nachteile von Elterninitiativen
Für die Eltern bieten durch Elterninitiativen gegründete Kindertagesstätten den Vorteil, dass sie teilweise Kindergarten- und besonders Krippenplätze erst ermöglichen. Für die Kommunen bieten durch Elterninitiativen gegründete Kindertagesstätten den Vorteil, dass sie die so geschaffenen Kindergartenplätze in ihren Bedarfsplan aufnehmen und somit leichter den gesetzlichen Anspruch auf Kindergartenplätze erfüllen können. Gleichzeitig sind Kosten bei der finanziellen Förderung von Plätzen in einer durch eine Elterninitiative betriebenen Kindertagesstätte in der Regel geringer als bei staatlichen Einrichtungen.
Da mit den Mitwirkungspflichten der Eltern in diesen Initiativen in der Regel auch erheblich höhere Mitbestimmungsrechte verbunden sind, erhalten die Eltern einen wesentlich größeren Einfluss auf die Qualität der Betreuung und Förderung ihrer Kinder.
Weil die einzelnen Elterninitiativen keiner großen überregionalen Vereinigung wie einer Kirche finanziell zugehörig sind, müssen sie alle Kosten, die mit dem Betrieb einer Kindertagesstätten einhergehen und nicht durch staatlichen Förderung abgefedert werden, aus eigenen Mitteln und somit aus Vereinsbeiträgen erwirtschaften. Deshalb sind Betreuungsplätze an Elterninitiativen für Eltern zumeist teurer als in kommunalen oder kirchlichen Einrichtungen. Zudem wird in den meisten derartigen Kindertagesstätten zusätzliche Mitarbeit der Eltern verlangt. Die Gestaltung und der Umfang dieser Mitarbeit („Elternarbeitsstunden“) fällt in den jeweiligen Elterninitiativen sehr unterschiedlich aus. Sie kann sich theoretisch auf jeden Aspekt einer solchen Einrichtung beziehen und reicht entsprechend von Betreuung, Einkaufen, Putzen, Reparaturen, Gartenarbeit, Lohn- und Gehaltsabrechnung, Buchhaltung, Kontoführung, Beantragung und Abrechnung von Fördermitteln und Überwachung der Erfüllung der gesetzlichen Anforderungen an den Betrieb von Kindertagesstätten bis hin zu Formulierung und Durchsetzung des pädagogischen Konzepts der Einrichtung.
Da die Vorstände der von Elterninitiativen getragenen Kindertagesstätten regelmäßig wechseln (zumeist spätestens wenn die Kinder des bisherigen Vorstandes eingeschult werden und die Einrichtung verlassen), besteht dauerhafter Beratungsbedarf durch Neuvorstände. Die Bundesarbeitsgemeinschaft Elterninitiativen (BAGE) gründete sich deshalb bereits vor einigen Jahrzehnten als bundesweite Organisation der Dachverbände von Elterninitiativen, die Kinderbetreuung selbst organisieren. Die einzelnen Kontaktstellen der BAGE bieten insbesondere Vorständen, aber auch Erziehenden Beratung und konkrete Unterstützung vor Ort.

## Elterninitiativen im Bereich krebskranker Kinder
Nach der 1974 erfolgten  Gründung der Deutschen Krebshilfe durch die Ärztin Mildred Scheel war das öffentliche Problembewusstsein für die Notwendigkeit spezieller Betreuungsmöglichkeiten stark gestiegen. Durch Initiativen von Eltern und Familien entstanden Einrichtung unter dem Begriff „Familienhaus“ in enger Nachbarschaft mit Universitäts-Kliniken und großen Krankenanstalten. Ein neues erstes „Familienhaus“ modernster Ausführung wurde im August 2018 in Thüringen eröffnet. Impulsgeber für den Bau war die „Elterninitiative für krebskranke Kinder Jena e. V.“.